# سیارک ۲۶۳۵۵
سیارک ۲۶۳۵۵ (به انگلیسی: 26355 Grueber، نامگذاری:1998YL8) بیست و شش هزار و سیصد و پنجاه و پنجمین سیارک کشف شده‌است که در ۲۳ دسامبر ۱۹۹۸ کشف شد.
قدر مطلق سیارک برابر ۴۰.۷ است.